# Шеповалов, Вадим Михайлович
Вадим Михайлович Шеповалов (2 июля 1925 года, Ленинград — 29 апреля 2006 года, Санкт-Петербург) — советский и российский композитор.

## Биография
Вадим Шеповалов — автор инструментальной музыки, а также эстрадных песен и музыки для кинофильмов. В песенном жанре сотрудничал с такими поэтами, как Виктор Крутецкий, Ким Рыжов, Борис Гершт, Михаил Рябинин, Александр Городницкий. Песни Вадима Шеповалова входили в репертуар Анатолия Королёва, Михаила Боярского, Лидии Клемент, Рената Ибрагимова, Эдуарда Хиля, Эдиты Пьехи, Людмилы Сенчиной, Валентины Толкуновой, Марии Пахоменко и других известных артистов.

## Фильмография

### Композитор
- 1977 год — «Лишний день в июне» (телеспектакль)
- 1990 год — «Шаги императора»[1]

## Избранные песни
- «Будьте добры» (слова Виктора Крутецкого), исполняет Михаил Боярский
- «И всё-таки вальс» (слова Михаила Рябинина), исполняет Людмила Сенчина
- «Радуга» (слова Кима Рыжова), исполняет Мария Пахоменко
- «Просто так» (слова Кима Рыжова), исполняет Мария Пахоменко
- «Дождь на Неве» (слова Константина Григорьева и Бориса Гершта), исполняет Лидия Клемент[1][4]
- «Одиннадцатый маршрут» (слова Алексея Ольгина), исполняет Анатолий Королёв.